# Raatokari (ö i Tammerfors)
Raatokari är en ö i Finland. Den ligger i sjön Längelmävesi och i kommunen Kangasala i den ekonomiska regionen Tammerfors och landskapet Birkaland, i den södra delen av landet, 150 km norr om huvudstaden Helsingfors. Öns area är omkring 710 kvadratmeter och dess största längd är 60 meter i öst-västlig riktning.